# شاهنامه کردی

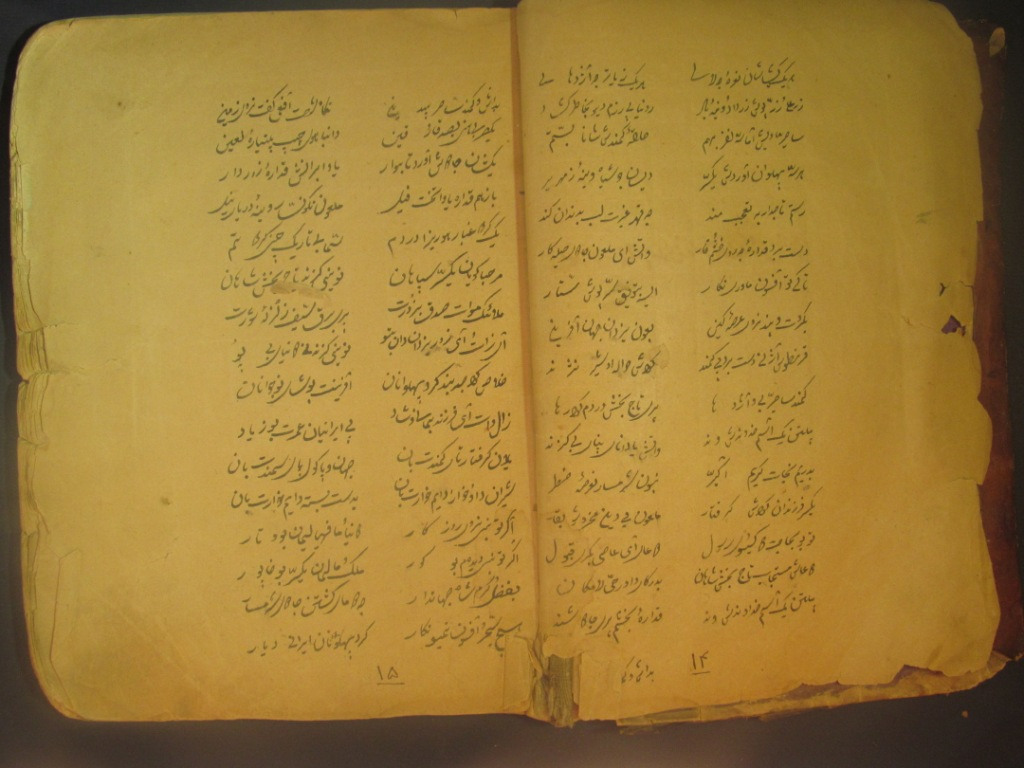
نمونهٔ دستنویس شاهنامه کردی(هورامی) از آرشیو کمیته میراث فرهنگی وژین

شاهنامهٔ کردی هورامی مجموعه‌ای از شعرهای رزمی به گویش هورامی از زبان کردی است که از دیرباز به‌صورت شفاهی در میان مردم کرد رواج داشته است. گاهی در میان مردم مکتوب کردن و بازسرایی بخش‌هایی از آن به الماس‌خان کنوله‌ای نسبت داده شده است اما این مسئله پشتوانه تاریخی ندارد و در واقع نسخ متعددی به دست افراد مختلفی مکتوب شده است.
علاوه بر زبان، وزن اشعار و برخی نمادها شاهنامهٔ کردی تفاوت‌های دیگری هم با شاهنامهٔ فردوسی دارد، از جمله این که برخی نویسه‌های آن در شاهنامهٔ فارسی وجود ندارند. سوای این تفاوت‌ها شاهنامه کردی شباهت‌های بسیاری با روایت‌های حماسی موجود همچون حلقه سیستانی دارد.

## زبان شاهنامه کردی
بیشتر این شاهنامه به زبان کردی به گویش گورانی هورامی نوشته شده است. هرچند در سنت شفاهی داستان‌های حماسی شاهنامه‌ای به سایر گویش های کردی همچون سورانی وجود دارد. برخی منابع گورانی را از لحاظ زبانشناختی زبانی مستقل و متعلق به شاخه زازا-گورانی از زبان‌های ایرانی غربی می‌دانند و برخی منابع آن را لهجه‌ای از کردی دانسته‌اند. با این وجود آنچه غیر قابل انکار است اینست که این زبان سالها زبان ادبی بخش‌های وسیعی از مردمان ساکن زاگرس بوده است. 
آنچه مورد تایید همگانست اینست که بخش قابل توجهی از ادبیات موسوم به کردی به گورانیست و در همه منابع اشعار گورانی ذیل ادبیات کردی طبقه بندی شده‌اند. همین تفاوت نظرها درباره شاهنامه کردی هم وجود دارد. از این رو در سده بیست و بیست و یک یک متن با نامهای مختلف چون شاهنامه کردی هورامی و شاهنامه کردی چاپ شده است. اما لازم است ذکر شود در بیشتر نسخه‌های خطی زبان نوشته‌ها کردی خوانده شده و در خود نسخ اثری از نام‌هایی چون شاهنامه لکی، شاهنامه هورامی و شاهنامه لری نیست. برای مثال در نسخه‌ای در پایان داستان رستم و سهراب نگارنده دستخط چنین نوشته: "لقد ختمت هذه المجموعة الأشعار الکردی" یا در نسخه‌ای دیگر در پایان داستان حراث هفت سر نگارنده چنین نوشته: "لقد ختمت کتابة هذه الرسالة الکردی".

## وزن و فرم
شاهنامه کردی مانند دیگر اشعار حماسی کردی در قالب مثنوی سروده شده است و اشعار آن دارای وزن هجایی هستند. هر مصراع از دو بخش پنج هجایی تشکیل شده و مجموعا دارای ده هجا است. این وزن هجایی را می‌توان در تمام مثنوی‌های  هورامی و برخی آثار کردی سورانی مشاهده کرد.

## محتوا و بخش‌بندی
در یک تقسیم‌بندی می‌توان داستان‌ها و قصه‌های مرتبط با شاهنامه را چند دسته دانست: ۱-داستان‌هایی که با شاهنامه تطابق دارند. ۲- داستان‌هایی که با اندکی جابه‌جایی و تغییر از شاهنامه نقل شده‌اند. ۳- داستان‌هایی که جزو بخش‌های الحاقی شاهنامه محسوب می‌شوند. ۴- داستان‌های متفرقه شامل دو بخش: الف) داستان‌های کاملاً عامیانه‌ای که پس از سرودن شاهنامه و در دوره‌های بعدی در میان مردم رایج شده‌اند. ب) داستان‌هایی که به ظاهر شکل شاهنامه‌ای دارند؛ اما از منابع یا روایاتی غیر از شاهنامه گرفته شده‌اند. ۵- داستان‌هایی که به شاهنامه کردی منسوبند که در سرودن این داستانها، فرزندان، نوه‌ها و نبیره‌های رستم چون تیمور، جهانگیر، جهاندار، جهانبخش و … نقش دارند.
داستان‌هایی که به شاهنامهٔ کُردی منسوبند شامل: رفتن رستم به مازندران و کشتن دیو سپید، داستان «رستم و زه رده هه نگ»، داستان «ئه شکه پووس»، داستان « کاموس کشانی»، رستم و برزو [با الهام از برزونامه]، جدال فرامرز و برزو و انتقام خواهی جهانبخش، به جنگ رفتن نوه‌های زال و نجات یافتن جهاندار توسط رستم، رستم و رستم یکدست، اهمیت رخش برای رستم و دزدیده شدن آن و … این داستان‌ها را می‌توان به دو بخش تقسیم کرد: بخشی از این داستان‌ها شامل ترجمه‌ها، نظیره گویی‌ها و تقلیدی است که از شاهنامه فردوسی صورت گرفته‌است و بخش دیگر متونی هستند که با شاهنامهٔ فردوسی در اسامی برخی از شاهان و پهلوانان مانند فریدون، کیکاووس، کیخسرو، رستم، سهراب، فرامرز، اسفندیار، گیو و … همانند است.
نسخ تصنیفی یا شاهنامه کردی، اکنون به صورت دستنویس در جزوات گوناگون در دسترس مردم جنوب استان کردستان و شمال کرمانشاه قرار دارند که مشهورترین این جزوات شاهنامه عبارت‌اند از: رزمنامه زرده نگ و رستم، هفت لشکر، رستم و زوراب، رستم و اسفندیار، رزمنامه یاقوت پوش، جواهر پوش، لعل پوش، جنگ نامه رستم با رستم یکدست، مرجانه جادو، هفت خان جهانبخش، رزمنامه جهانبخش با قطران، هفت رزم، رزمنامه کیخسرو و افراسیاب، کنیزک و یازده رزم، خسرو خرامان.

## کیستی سراینده
گروهی بر این باور هستند که این شاهنامه مستقل و جدا از شاهنامهٔ فردوسی است و گروهی نیز اعتقاد دارند که ترجمه‌ای از شاهنامهٔ فردوسی است که بدست سرهنگ الماس خان کندوله‌ای انجام شده‌است. او از سرداران سپاه نادرشاه افشار بود و فرماندهی تیپ سنندج را بر دوش داشت و در یکی از جنگ‌های نادر با هندوان هندوستان، سرهنگ الماس‌خان با سپاهش عقب‌نشینی می‌کند و این عقب‌نشینی موجب شکست نادر می‌شود. نادر خشمگین از کار الماس‌خان، دستور اخراج و مجازات قطع‌النسل سردار را صادر می‌کند و پس از این رویداد، سردار الماس‌خان به موطن خود کندوله برمی‌گردد و به باغداری و تصنیف یا ترجمه شاهنامه کردی و تنبورنوازی روزگار می‌گذراند. مردم منطقه بیلوار و کلیائی در مورد سرنوشت الماس‌خان می‌گویند که چون او شاهنامه را سر آورد، نادر کسی را در پی وی فرستاد تا او را با خلعت و دینار به دربار بازگرداند، اما چون پیک نادر به مرز کندوله می‌رسد، مردم پیکر بی‌جان الماس‌خان را در تابوت چوبین بر دوش و در میان نوای دهل و سرنا و چمری مردان و وای زنان به گورستان می‌برند. این روایت جدا از درست یا نادرست بودنش نشان از اشتراک سرنوشت مصنف یا مؤلف شاهنامه کردی با پایان زندگی فردوسی توسی دارد و داستان همیشگی بی‌مهری شاهان به اندیشمندان را بازگو می‌کند.

## بخشی از شاهنامه
یک بیت از شاهنامه ای که به زبان گوران توسط الماس خان کنوله ای در قرن ۱۲ هجری قمری سروده شده است:
شُکر وه یزدان حیّ سبحانی
تمام بی داستان لفظ گورانی
اَر صد مضمونش ماچان گورانی
ای لفظ گوران شکرفشانی
معنی:
سپاس خداوند حیّ سبحان
داستان به زبان گوران پایان یافت
اگر زبان گورانی را زبان صد مضمون می نامند
این زبان گوران زبان شکرفشانی و شیرین سخنی است

## در رسانه‌ها
- شهرام ناظری در آلبوم آواز اساطیر بیت‌هایی از شاهنامهٔ کردی را خوانده است، به همین دلیل، نام دیگر این آلبوم شاهنامهٔ کردی است.